# فرانكنشتاين
فرانكشتاين أو إله النار الجديد هي رواية كتبتها الكاتبة الإنجليزية ماري شيلي (1797-1851) تروي قصة فيكتور فرانكنشتاين، وهو عالم شاب يخلق مخلوقًا غريبًا عاقلًا في تجربة علمية غير تقليدية.
بدأت شيلي في كتابة القصة عندما كان عمرها 18 عامًا، ونشرت الطبعة الأولى من الرواية دون اعلان هويتها في لندن في 1 كانون الثاني من عام 1818 عندما كانت في العشرين من عمرها. ظهر اسمها لأول مرة في الطبعة الثانية التي نشرت في فرنسا عام 1823.
سافرت شيلي عبر أوروبا عام 1814 في رحلة على طول نهر الراين في ألمانيا وتوقفت في بلدة جيرنسهايم (Gernsheim) التي تبعد 17 كيلومترًا (11 ميل) عن قلعة فرانكشتاين حيث كان الكيميائي يعمل في التجارب قبل قرنين.
سافرت في وقت لاحق إلى منطقة جنيف (سويسرا) حيث تأخذ معظم القصة مجرياتها، وكان موضوع الكلفانية والأفكار الخفية من أهم المواضيع التي تتحدث بها شيلي مع رفاقها ولا سيما عشيقها بيرسي شيلي والذي أصبح زوجها فيما بعد. قررت ماري مع بيرسي واللورد بايرون إقامة منافسة لمعرفة من الذي يمكنه كتابة أفضل قصة رعب. بعد تفكيرها لأيام حلمت شيلي بأن عالِمًا خلق كائنا حيًّا وخاف جدًا مما حدث. تطور حلمها في وقت لاحق إلى قصة الرواية.
تعد رواية فرانكنشتاين خليط بين عناصر الرواية القوطية والأحداث الرومانسية. تعد هذه الرواية مثالًا مبكرًا لروايات الخيال العلمي. وكان لها تأثير كبير في الأدب والثقافة الشعبية وأنتجت نوعًا كاملًا من قصص الرعب والأفلام والمسرحيات.
منذ نشر الرواية كان اسم (فرانكشتاين) يستخدم في كثير من الأحيان للإشارة إلى الوحش نفسه. يعتبر هذا الاستخدام في بعض الأحيان خاطئًا. يتم تعريف الوحش في الرواية بكلمات مثل (المخلوق)، (الوحش)، (الشيطان)، (الحقير)، (الخرافة) و(هو).
يتحدث الوحش إلى فيكتور فرانكنشتاين قائلًا: (كنت يجب أن أكون آدم الخاص بك، لكني بدلًا من ذلك كنت الملاك السيئ).

## الملخص

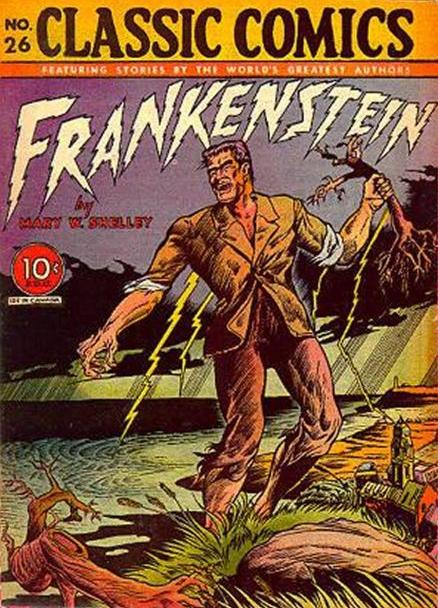
صورة الغلاف

تمت كتابة فرانكنشتاين على شكل قصة إطارية تبدأ بكتابة الكابتن روبرت والتون رسائل إلى أخته. يحدث ذلك في وقت غير محدد من القرن الثامن عشر، حيث يتم إعطاء تواريخ الرسائل على شكل أرقام مثل (17). يجد القراء في القصة التي تلي رسائل والتون أن فيكتور فرانكنشتاين يخلق وحشًا يجلب المأساة لحياته.

### السرد الإطاري التمهيدي الخاص بالكابتن والتون
كُتبَت رواية فرانكشتاين على شكل الروايات الرسائلية، حيث قامت بذكر مراسلات خيالية بين الكابتن روبرت والتون وأخته مارجريت والتون سافيل. والتون هو كاتب وكابتن فاشل يسعى لاستكشاف القطب الشمالي وتوسيع معرفته العلمية على أمل تحقيق الشهرة.
يرى الطاقم أثناء الرحلة زلاجة يجرها كائن عملاق. وبعد ساعات قليلة ينقذ الطاقم رجلًا هزيلًا شبه مجمد اسمه فيكتور فرانكنشتاين. كان فرانكنشتاين يطارد الكائن العملاق الذي شاهده طاقم والتون. ثم بدأ فرانكنشتاين بعد ذلك بالتعافي من التعب، وقد رأى لدى والتون نفس الهدف الذي سعى إليه، وروى له إحدى قصص حياته البائسة كتحذير له.
القصة التي تم سردها هي إطار لسرد شخصية فرانكنشتاين.

### قصة فيكتور فرانكنشتاين
بدأ فيكتور بالحديث عن طفولته حيث وُلدَ في نابولي في إيطاليا لعائلة ثرية أصلها من مدينة جنيف، فيكتور وإخوانه إرنست وويليام هم ثلاثة أبناء لألفونس فرانكنشتاين وزوجته السابقة كارولين بوفورت، تم تشجيعهم جميعًا للبحث وفهم العالم بشكل أكثر من خلال دراسة الكيمياء.
عندما كان فيكتور صبيًا صغيرًا كان مهووسًا بدراسة النظريات القديمة التي تركز على محاكاة العجائب الطبيعية. وعندما بلغ من العمر خمس سنوات تبنى والداه إليزابيث لافينزا وهي الابنة اليتيمة لنبيل إيطالي تمت مصادرة املاكه، والتي وقع فيكتور في حبها لاحقًا.
تبنى والدا فيكتور (ألفونس وكارولين) خلال هذه الفترة يتيمةً أخرى وهي جستين موريتز، والتي أصبحت مربية ويليام لاحقًا.
ماتت والدته بسبب الحمى القرمزية قبل أسابيع من مغادرته لجامعة إنغولشتاد في ألمانيا. أمضى فيكتور كل وقته في تجاربه ليستطيع التغلب على الحزن.
تفوق في الجامعة في الكيمياء والعلوم الأخرى، وسرعان ما طور تقنية سرّية لنقل الحياة إلى مادة غير حيّة. وكان ينوي بعد ذلك خلق إنسان حي، ولكن بسبب صعوبة صنع أجزاء دقيقة من جسم الإنسان جعل فيكتور المخلوق طويلًا بارتفاع نحو 8 أقدام (2.4 مترًا) وضخمًا نسبيًا.
على الرغم من اختيار فيكتور لملامحه بشكل جميل، إلا أن المخلوق كما تصوره الرسوم كان قبيحًا نسبيًا بعيون بيضاء وبشرة صفراء لا تكاد تخفي العضلات والأوعية الدموية تحتها. صرخ فيكتور بسبب نتيجة عمله وهرب منه عندما استيقظ.
وبينما كان فيكتور يتجول في الشوارع التقى بصديق طفولته هنري كليرفال وأخذه عائدًا إلى شقته، كان الخوف يملأ قلبه من رد فعل هنري عندما يرى الوحش. إلا ان الوحش كان قد هرب.
أصيب فيكتور بالمرض بسبب هذه التجربة وقام صديقه هنري بالعناية به لمدة أربعة أشهر. عاد إلى منزله بعد تعافيه عندما علم بقتل أخيه ويليام. رأى فيكتور عند وصوله إلى جنيف المخلوق بالقرب من مسرح الجريمة يتسلق أحد الجبال مما دفعه إلى الاعتقاد بأن المخلوق الذي صنعه هو المسؤول. أُدينت مربية ويليام جوستين موريتز بالجريمة بعد العثور على قلادة ويليام والتي كانت تحتوي على صورة مصغرة لكارولين في جيبها. كان فيكتور عاجزًا عن منعها من الشنق لأنه عَلِمَ أن لا أحد سيصدق قصته.
اعتزل فيكتور الحياة واختلى في الجبال بسبب الحزن والشعور بالذنب حيث وجده المخلوق الذي توسل إليه لسماع قصته.

### رواية المخلوق
روى المخلوق أيامه الأولى من الحياة بشكل ذكي وواضح، عاش وحده في البرية ووجد أن الناس كانوا يخافون منه ويكرهونه بسبب مظهره، الأمر الذي دفعه إلى الخوف والاختباء منهم.
بينما كان يعيش في بناء مهجور مرتبط بكوخ، عاش مغرمًا بالأسرة الفقيرة التي تعيش هناك، وقام بتجميع الحطب بسرّية من أجلهم. لقد تعلم هذا المخلوق الذي عاش سرّا بين أفراد العائلة لأشهر أن يتكلم من خلال الاستماع إليهم، وعلم نفسه القراءة بعد اكتشافه حقيبة مفقودة من الكتب في الغابة.
عندما رأى انعكاس شكله في بركة أدرك أن مظهره الجسدي كان بشعًا، وأرعبه شكله مثلما كان يرعب البشر العاديين. ومع ذلك تقرّب من العائلة على أمل أن يصبح صديقهم. في البداية كان قادرًا على إقامة صداقة مع الأب الأعمى للعائلة، لكن الباقين كانوا خائفين وهربوا جميعًا من منزلهم، مما أدى إلى مغادرة هذا المخلوق وخيبة أمله.
```
سافر إلى مكان عائلة فيكتور باستخدام تفاصيل من مجلة فيكتور، وقتل ويليام وجعل جوستين تتحمل مسؤولية الجريمة.
```

طلب المخلوق من فيكتور أن يخلق له رفيقة أنثى مثله. وقال له أنه كائن حي ولديه الحق في السعادة. وعده المخلوق بأنه سيختفي هو وأنثاه في البرية في أمريكا الجنوبية ولن يعود للظهور مرة أخرى إذا وافق فيكتور على طلبه. وقام بتهديده في حالة رفض فيكتور طلبه بقتل أصدقائه المتبقين وأحبائه، وألّا يتوقف حتى يدمره تمامًا.
وافق فيكتور مجبرًا على طلبه خوفًا على عائلته. وقال المخلوق أنه سيراقب تقدمه.

### تتمة رواية فيكتور فرانكنشتاين
يرافق كلرفال فيكتور إلى إنجلترا، لكنهم ينفصلون بطلب من فيكتور في مدينة بيرث في اسكتلندا. يشك فيكتور أن المخلوق يتبعه.
استولى عليه هواجس كثيرة خلال عمله على المخلوق الأنثوي في جزر أوركني، كأن تكره الأنثى هذا المخلوق أو تصبح أكثر شرًا منه، ولكن الهاجس الأكبر من ذلك كان أن المخلوقات قد تؤدي إلى تكاثر جنس جديد يمكن أن يدمر البشرية.
مزق فيكتور المخلوق الأنثوي غير المكتمل بعد أن رأى المخلوق الذي كان يتبعه بالفعل يراقبه من خلال النافذة. قابل المخلوق فيكتور فيما بعد وحاول تهديده للعمل مرة أخرى، لكن فيكتور كان مقتنعًا بأن المخلوق شرير وأن شريكته ستكون شريرةً كذلك وسيهددان البشرية كلها.
دمّر فيكتور عمله، فوعده المخلوق بأنه سيكون معه ليلة زفافه. فسّر فيكتور هذا الأمر على أنه خطر على حياته معتقدًا أن المخلوق سيقتله بعد أن يصبح سعيدًا في النهاية.
عندما سافر فيكتور إلى إيرلندا سرعان ما تم سجنه لقتل كلرفال، حيث خنق المخلوق كلرفال حتى الموت وترك الجثة التي عُثرَ عليها حين وصل فيكتور، مما تسبب بانهيار عقلي له في السجن. عاد فيكتور بعد تبرئته إلى البيت مع والده والذي أعاد إلى إليزابيث بعضًا من ثروة والدها.
كان فيكتور على وشك الزواج من إليزابيث في جنيف ويستعد لمحاربة المخلوق حتى الموت، وسلّح نفسه بالمسدسات والخنجر.
في الليلة التالية لحفل زفافهما طلب فيكتور من إليزابيث البقاء في غرفتها بينما كان يبحث عن المخلوق، وبينما كان فيكتور يبحث في المنزل والجوار، كان المخلوق يخنق إليزابيث حتى الموت. رأى فيكتور المخلوق من النافذة وهو يشير إلى جثة إليزابيث. فحاول إطلاق النار عليه ولكن المخلوق هرب.
بعد عودة فيكتور إلى جنيف مات والده بسبب التقدم بالعمر ووفاة إليزابيث. سعى فيكتور للانتقام من المخلوق فطارده إلى القطب الشمالي، لكنه انهار من الإرهاق وانخفاض حرارة الجسم قبل أن يتمكن من العثور على مكانه.

### النهاية مع الكابتن والتون
بعد نهاية رواية فيكتور استأنف الكابتن والتون سرد القصة مغلقًا إطار قصة فيكتور.
بعد أيام قليلة من اختفاء المخلوق علقت السفينة في الثلج وتوفي العديد من أفراد الطاقم من البرد، ثم أصرّ باقي طاقم السفينة على العودة إلى الجنوب بمجرد تحريرها من الثلج. غضب فيكتور عندما سمع مطالبات الطاقم، فخاطبهم بخطاب قوي قائلًا: إنها مهمة شاقة وليست سهلة ومريحة وتتطلب تحملًا اسطوريًا مثلكم. كان يحثهم على أن يكونوا رجالًا غير جبناء. تم تحرير السفينة وقرر والتون آسفًا العودة إلى الجنوب بسبب إرادة رجاله. وقرر فيكتور على الرغم من حالته السيئة جدا أنه سيستمر بنفسه. توفي فيكتور بعد ذلك بقليل وأخبر ولتون بكلماته الأخيرة وهي أن يسعى إلى السعادة بهدوء وأن يتجنب الطموح.
يكتشف والتون أن المخلوق على سفينته، وكان حزينًا جدًا على موت فيكتور وأخبرَ والتون أن موت فيكتور لم يجلب له السلام. بل على العكس تركته جرائمه وحيدًا.
يتوعد المخلوق بأن يقتل نفسه حتى لا يعرف الآخرون بوجوده. شاهده والتون يذهب بعيدًا على طوف جليدي وسرعان ما يغيب في الظلام دون رؤيته مرة أخرى.

## الشخصيات
- فيكتور فرانكنشتاين: البطل والراوي لمعظم القصة. خالق الوحش.
- المخلوق (وحش فرانكنشتاين): المخلوق البشع الذي أنشأه فيكتور فرانكنشتاين.
- السيدة مارغريت سافيل: تقيم في بريطانيا. شقيقة روبرت والتون.
- الكابتن روبرت والتون: قبطان السفينة التي انقذت فيكتور. شقيق السيدة مارغريت سافيل، وكاتب الرسائل الموجهة إليها.
- بوفورت: تاجر، والد كارولين بوفورت. أحد أقرب أصدقاء والد فيكتور.
- كارولين بوفورت: ابنة بوفورت، والدة فيكتور.
- ارنست: شقيق فيكتور، أصغر منه بسبع سنوات.
- هنري كلرفال: صديق فيكتور من الطفولة. ابن تاجر من جنيف.
- جوستين موريتز: ابنة السيدة موريتز. انتقلت للعيش مع عائلة فرانكنشتاين في سن 12 عامًا، وشنقت بتهمة قتل ويليام.
- إليزابيث لافينزا: ابنة أحد نبلاء ميلان. كانت والدتها ألمانية وتوفيت عند ولادتها. تربت كأبنة عم فيكتور في منزل عائلة فرانكنشتاين.
- وليام: الأخ الأصغر لفيكتور.
- كرمب: أستاذ الفلسفة الطبيعية في جامعة إنغولشتادت. لقد كان رجلاً شريرًا وعالمًا. تأثر به فيكتور.
- والدمان: أستاذ في إنغولشتات. تأثر به فيكتور.
- أغاثا: ابنة دي لاسي. شقيقة فيليكس.
- فيليكس: ابن دي لاسي.
- دي لاسي: رجل عجوز أعمى ينحدر من عائلة فرنسية. والد أغاثا وفيليكس. لوحظت عائلته من قبل الوحش، وتعلم منهم أن يتكلم ويقرأ دون علمهم.
- سافي: ابنة تاجر تركي وهي عربية مسيحية.
- السيد كيروين: قاضي.
- دانيال نوجنت: شاهد ضد فيكتور في محاكمته بتهمة القتل.

## فرانكشتاين في المسرح
-1823 عرضت مسرحية (مصير فرانكشتاين) في دار الأوبرا الإنجليزية. المسرحية من اقتباس ريتشارد برينسلي، وحضرت عرضها كاتبة الرواية.
-1887 مسرحية موسيقية بعنوان (فرانكشتاين) أو (ضحية مصاص الدماء)، من تأليف ريتشارد هنري.
-1972 (وحش فرانكشتاين) من إنتاج مركز مسرح دالاس، وكتابة سالي نيتزل.
-1994 مسرحية (فرانكشتاين ماري شيلي) إخراج وبطولة كينيث براناغ وروبرت دي نيرو.
-2011 مسرحية (فرانكشتاين) كتابة نيك دير وإخراج داني بويل، وعرضت في المسرح الوطني ببريطانيا.

## وصلات خارجية
- فرانكنشتاين على موقع الموسوعة البريطانية (الإنجليزية)
- كتاب مجاني: فرانكنشتاين على مشروع غوتنبرغ
- كتاب مجاني: فرانكنشتاين (نسخة عام 1818) على مشروع غوتنبرغ

لا توجد روابط لمواقع التواصل الاجتماعي.